# Canon EOS R7
Die Canon EOS R7 ist eine spiegellose Systemkamera des japanischen Herstellers Canon. Sie gehört zum Canon-EOS-R-Kamerasystem und wurde im Mai 2022 zusammen mit der EOS R10 vorgestellt.

## Technische Ausstattung
Die EOS R7 hat einen APS-C-Sensor (22,3 × 14,9 mm) mit einer effektiven Auflösung von 32,5 Megapixeln und einen Bildstabilisator mit sieben Stufen. Mit dem elektronischen Verschluss kann sie bis zu 30 Bilder in der Sekunde aufnehmen. Ihr elektronischer Sucher hat 2,36 Mio. Bildpunkte.
Im Videomodus kann die EOS R7 bis zu 120p in Full HD und bis zu 60p in 4K aufnehmen, außerdem verfügt sie über die Möglichkeit 4K heruntergerechnet von 7K mit 30p für mehr Details aufzunehmen. Die EOS R7 kann im proprietären Videoformat Canon Log 3 aufnehmen, welches mehr Dynamikumfang im Gegensatz zu MP4 bietet.
Im Gegensatz zu ähnlich positionierten Canon-EOS-Modellen wie der R6 oder der 7DII besitzt die R7 keine Anschlüsse für einen zusätzlichen Akkugriff. Sie ist, zusammen mit dem separaten GPS-Empfänger GP-E2, GPS-fähig, sie kann Focus-Stacking und Panorama-Stitching.